# 常先
常先（?—?），中国上古人物。根据《史记·五帝本纪》记载，常先是黄帝的大臣。与风后、力牧、大鸿一起辅佐黄帝，传说常先是鼓的发明者，鼓的名字是仓颉起的。